# Slan
Slan är en science fictionroman av den kanadensiske författaren A.E. van Vogt. Slan publicerades först som följetong i den amerikanska science fiction-tidskriften Astounding Science Fiction 1940 för att sedan ges ut som bok 1946 av förlaget Arkham House.  
Van Vogt blev med Slan, vilket var hans första längre verk inom genren, den populäraste författaren under det som kom att kallas science fictions guldålder.

## Intrig
I romanen, som utspelas i ett framtida samhälle, är slan en ras telepatiska människor som jagas av övriga människor för att de är avvikande. Slan är den första science fictionberättelse, där telepatisk förmåga framställs som något som kan vara problematiskt och att personer, som har denna förmåga, ses som avvikande av det omgivande samhället. Van Vogt lyckas, enligt Holmberg, frammana en känsla för de avvikandes situation.

## Handling
Berättelsen kretsar kring den unge slanen Jommy Cross som flyr efter att hans mor mördats. Han växer upp och som tonåring söker han efter faderns efterlämnade vetenskapliga dokument och uppfinningar, eftersom de kan hjälpa honom att uppfylla moderns sista önskan – att han skall ägna sitt liv åt att återupprätta ett normalt liv för slanerna. I sökandet upptäcker han att det finns ytterligare en typ av muterade människor och att dessa i hemlighet bygger massförstörelsevapen på planeten Mars. För att kunna förhindra att ett världsomspännande krig bryter ut måste han kontakta människornas diktator Kier Gray, samtidigt som han för att klara livhanken måste undgå att bli upptäckt av de båda andra folkgrupperna.

## Svenska utgåvor
- SLAN, Science fiction serien nr 2, Lindfors förlag (1973)
- Slan, pocketutgåva från föreningen Duga, även innehållande novellen "En vis" av pseudonymen Eddot (Todde Salén) (1986)